# Siegfried Jacobsohn
Siegfried Jacobsohn (ur. 28 stycznia 1881 w Berlinie, zm. 3 grudnia 1926 tamże) – niemiecki dziennikarz, krytyk teatralny, założyciel i długoletni wydawca tygodnika polityczno-kulturalnego Die Weltbühne.

## Życiorys
Jacobsohn urodził się w rodzinie żydowskiej. Jego ojciec był hurtownikiem w Berlinie o liberalnych poglądach religijnych i politycznych. Jacobsohn zakończył edukację szkolną (Friedrich-Werdersche Gymnasium w Berlinie) w wieku 15 lat i zaczął uczęszczać jako wolny słuchacz na wykłady uniwersyteckie z germanistyki, by zostać krytykiem teatralnym. Pomiędzy 13. a 20. rokiem życia należał do kulturowo-politycznej organizacji robotniczej Freie Volksbühne, której celem było przybliżenie kultury i sztuki uboższym grupom społeczeństwa, m.in. poprzez subsydiowanie biletów teatralnych. Jego pierwsza krytyka teatralna ukazała się w 1901 w gazecie w Hamburgu. W tym samym roku Jacobsohn otrzymał za wstawiennictwem Hellmuta von Gerlacha posadę krytyka teatralnego w berlińskiej gazecie Welt am Montag.

### Die Schaubühne i Die Weltbühne

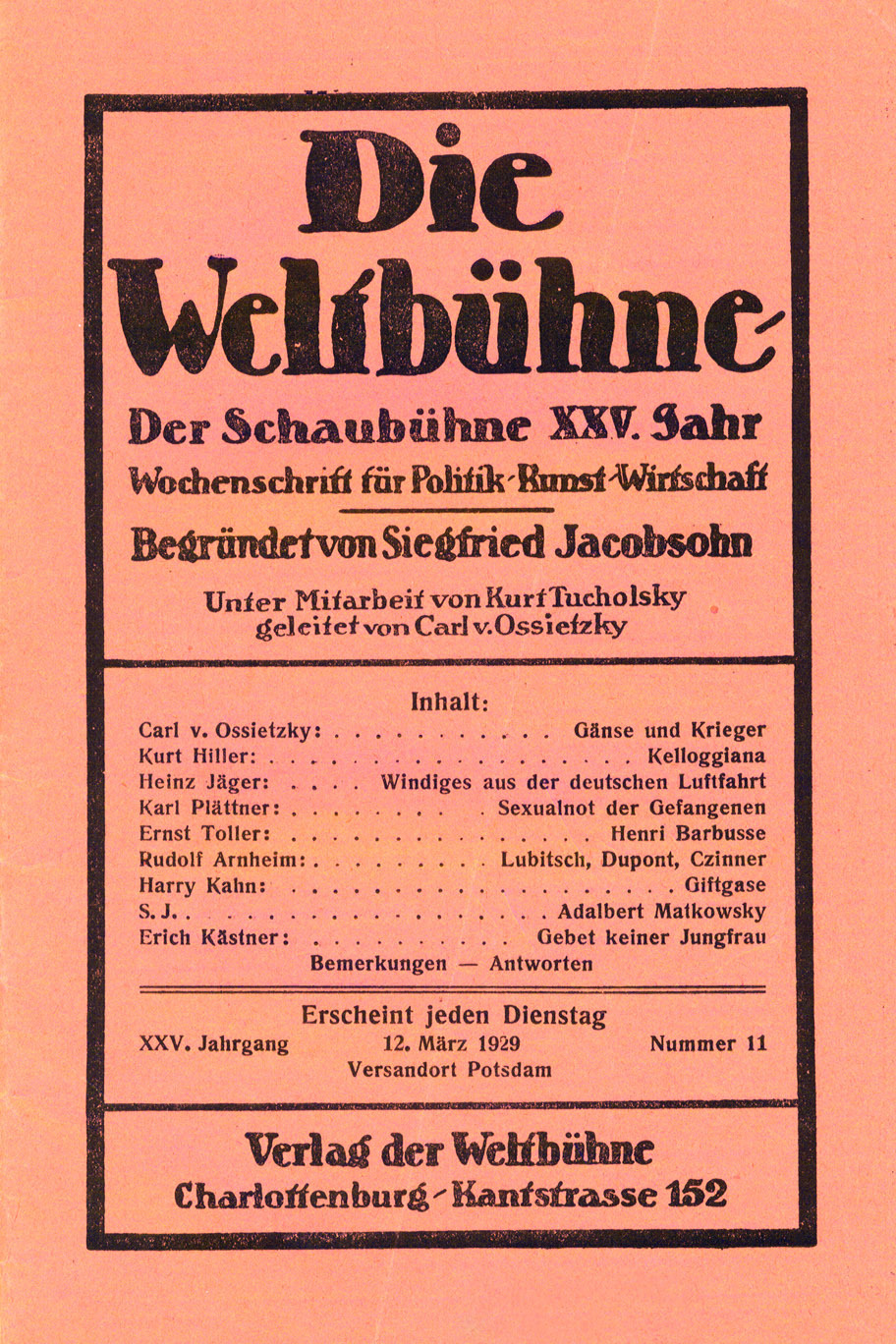
Okładka Die Weltbühne, 12 marca 1929

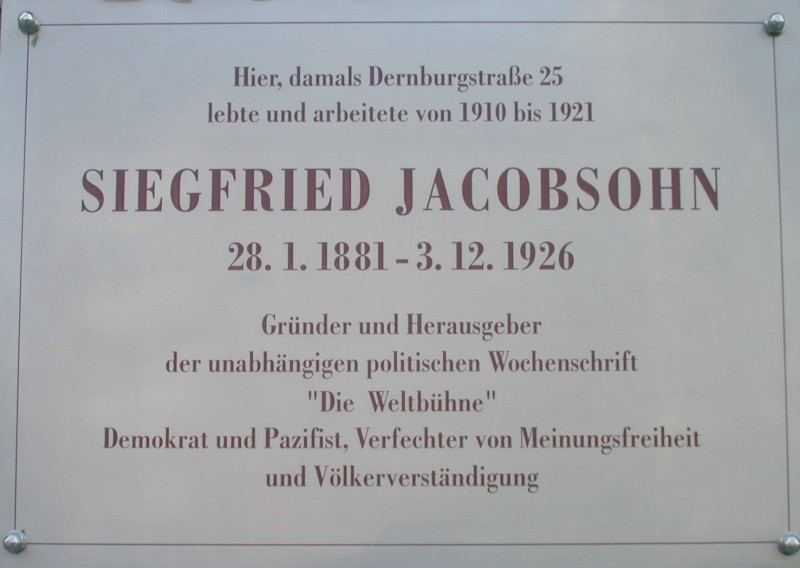
Tablica pamiątkowa w Berlinie-Charlottenburgu

12 listopada 1904 gazeta Berliner Tageblatt zwróciła uwagę na podobieństwa w opublikowanych wcześniej tekstach Jacobsohna i Alfreda Golda. Gazeta Die Welt am Montag zwolniła go z redakcji. Jacobsohn udał się w wielomiesięczną podróż po Europie przez Austrię i Włochy do Francji, a po powrocie do Berlina w 1905 podjął decyzję o założeniu własnego pisma o tematyce teatralnej. Zawiązał spółkę Schaubühne GmbH z Siegbertem Cohnem jako kierownikiem. Pierwszy numer nowego pisma w czerwonych okładkach, których kolor nawiązywał do zaschniętej krwi (niem. geronnenes Herzblut), ukazał się 7 września 1905. 

Okres pomiędzy aferą plagiatową a założeniem Die Schaubühne Jacobsohn opisał w wydanym w 1913 tekście pt.: Der Fall Jacobsohn. Wydarzenia z 1904 opisał jako: 

Sztukę sensacji pierwszej klasy, dla której opłaciło się tygodniami obklejać berlińskie kolumny ogłoszeniowe ogromnymi plakatami głoszącymi: "zdemaskowanie Jacobsohna", "Jacobsohn plagiator" czy "Śmierć Siegfrieda".

 Tekst Jacobsohna zawierał również ustęp z zarysem jego przyszłej roli jako wydawcy i redaktora: 

Miło sobie myślę, budować co tydzień dom podług mojego gustu, który za każdym razem będzie mieć inną, a jednak tę samą fizjonomię, pracować w stale nowym, ciągle wartościowym materiale ludzkim – reżyser sceny drukowanej.

Pomiędzy 1905 a 1933 pismo przeszło metamorfozę od tygodnika teatralnego do polityczno-kulturalnego. Do 1913 skupiało się wyłącznie na tematyce teatralnej. Do najważniejszych współpracowników tygodnika w pierwszej fazie jego działalności należeli krytycy teatralni Julius Bab, Willi Handl i Alfred Polgar, do których dołączyli pisarze Lion Feuchtwanger i Harry Kahn oraz krytyk teatralny Herbert Ihering. W 1913 spektrum tematyczne poszerzono o zagadnienia gospodarcze i polityczne, a 4 kwietnia 1918 pismo zostało przemianowane na Die Weltbühne. Wydawane w czerwonych okładkach Die Weltbühne uchodziło w okresie Republiki Weimarskiej za forum demokratycznej lewicy mieszczańskiej. Pomiędzy 1905 a 1933, obok Siegfrieda Jacobsohna, Kurta Tucholsky’ego i Carla von Ossietzky’ego, teksty dla Die Weltbühne pisało około 2500 autorów, prominentnych dziennikarzy i pisarzy, m.in. Erich Dombrowski, Axel Eggebrecht, Lion Feuchtwanger, Moritz Heimann, Kurt Hiller, Richard Lewinsohn, Walter Mehring, Erich Mühsam, Else Lasker-Schüler, Erich Kästner, Alfred Polgar, Carl Zuckmayer, Hans Reimann, Friedrich Sieburg i Arnold Zweig. Do grona ścisłych współpracowników tygodnika należeli ponadto krytyk filmowy Rudolf Arnheim, historyk sztuki Adolf Behne, ekonomista Alfons Goldschmidt, publicysta Hellmut von Gerlach, ekonomista Fritz Sternberg i socjaldemokrata Heinrich Ströbel.

### Krytyk teatralny

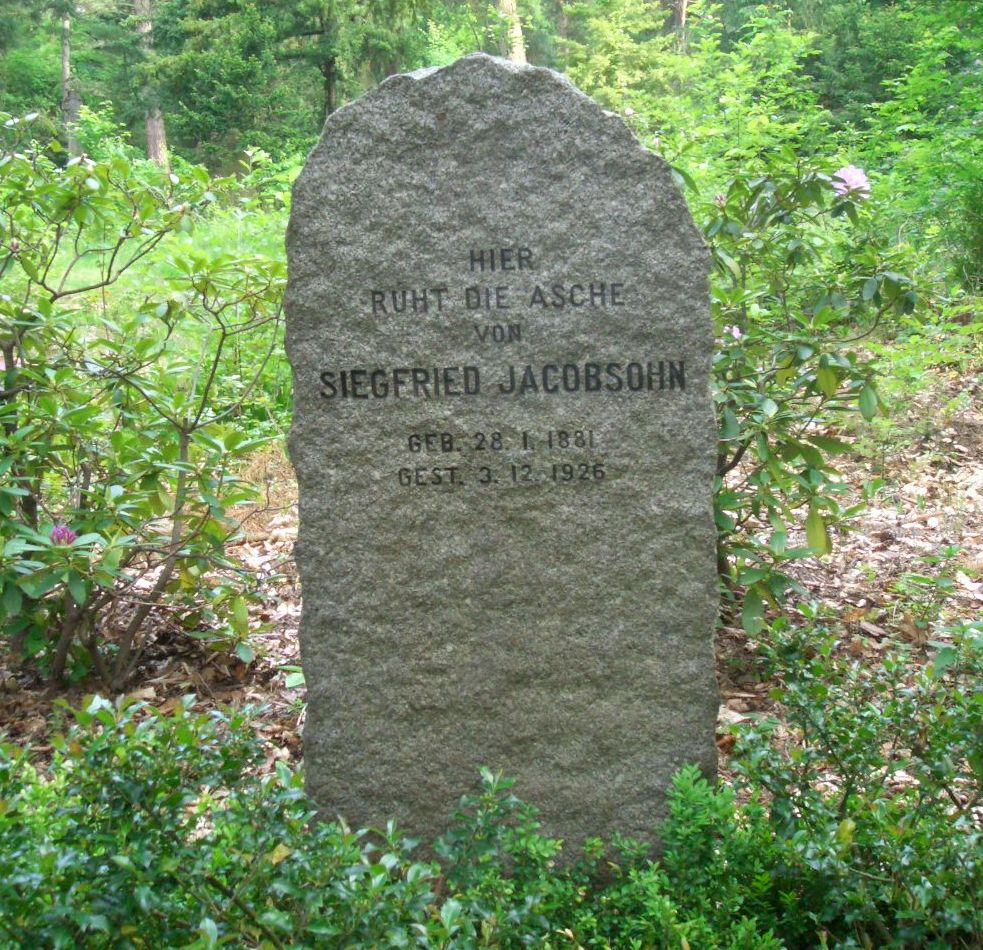
Nagrobek Siegfrieda Jacobsohna na cmentarzu Südwestkirchhof w Stahnsdorfie

Jacobsohn walczył o teatr artystyczny – nie akceptując teatrów komercyjnych. Postulował teatr całościowy (niem. Volltheater), który miał być syntezą "osiągnięć Adolpha L'Arronge i Otto Brahma, którzy oboje prowadzili pół-teatr – pierwszy głównie teatr klasyczny a drugi głównie nowoczesny". Jacobsohn przez wiele lat uważał, że syntezy tej próbował dokonać Max Reinhardt poprzez różnorodność i liczbę reżyserowanych spektakli. W 1910 Jacobsohn opublikował pracę „Max Reinhardt".
Sam Jacobsohn uważał się za ucznia filozofa Fritza Mauthnera i krytyka teatralnego Paula Schlenthera. Wysoko cenił twórczość Williama Szekspira; za największego niemieckiego dramatopisarza uważał Heinricha von Kleista, za największego niemieckiego poetę Johanna Wolfganga Goethego a za najlepszego krytyka literackiego Gottholda Ephraima Lessinga. Pisał pozytywne teksty o pracach jemu współczesnych: Henrika Ibsena, Gerharta Hauptmanna, Augusta Strindberga i Franka Wedekinda. 
Po I wojnie światowej Jacobsohn podjął krytykę życia politycznego i gospodarczego, walcząc o sprawiedliwość społeczną i prawa człowieka. 
Jacobsohn zmarł niespodziewanie 3 grudnia 1926 i został pochowany na cmentarzu Südwestkirchhof w Stahnsdorfie pod Berlinem. Po jego śmierci redaktorem naczelnym tygodnika został Kurt Tucholsky, który w maju 1927 przekazał prowadzenie pisma Carlowi von Ossietzky’emu. Po pożarze Reichstagu naziści wprowadzili zakaz wydawania Die Weltbühne – tygodnik ukazał się po raz ostatni 7 marca 1933. Pismo ukazywało się zagranicą jako Die neue Weltbühne do 1939. Po zakończeniu II wojny światowej tygodnik był wydawany w Berlinie Wschodnim do 1993 pod oryginalną nazwą Die Weltbühne.

## Publikacje
- Das Theater der Reichshauptstadt. München: Albert Langen, 1904. Brak numerów stron w książce
- Max Reinhardt. Berlin: Erich Reiß, 1910. Brak numerów stron w książce
- Der Fall Jacobsohn. Berlin: Verlag der Schaubühne, 1913. Brak numerów stron w książce
- Die ersten Tage. Konstanz: Reuß & Itta Verlagsanstalt, 1916. Brak numerów stron w książce
- Das Jahr der Bühne. 10 Bände. Oesterheld & Co., Berlin 1912–1920. Verlag der Weltbühne, 1921. Brak numerów stron w książce
- Max Reinhardt. Berlin: Erich Reiß, 1921. Brak numerów stron w książce
- Briefe an Kurt Tucholsky 1915–1926. München und Hamburg: Richard von Soldenhoff, 1989. Brak numerów stron w książce
- Gesammelte Schriften. Wallstein, Göttingen: Gunther Nickel und Alexander Weigel, 2005. Brak numerów stron w książce

## Literatura dodatkowa
- Joachim Bergmann: Die Schaubühne – Die Weltbühne 1905–1933, Bibliographie und Register mit Annotationen. München: Saur, 1991. ISBN 3-598-10831-1. Brak numerów stron w książce
- Axel Eggebrecht: Über Siegfried Jacobsohn. W: Hans Jürgen Schulz: Journalisten über Journalisten. München: 1980. Brak numerów stron w książce
- Alf Enseling: Die Weltbühne, Organ der intellektuellen Linken. Münster: Fahle, 1962. (niem.). Brak numerów stron w książce
- Hans Mayer: Siegfried Jacobsohn vor der Schaubühne und Weltbühne. W: Zur deutschen Literatur der Zeit. Zusammenhänge, Schriftsteller, Bücher. Reinbek: Rowohlt, 1967. Brak numerów stron w książce
- Rolf Michaelis: Von der Bühnenwelt zur Weltbühne. Siegfried Jacobsohn und die Schaubühne. Königstein/Taunus, 1980. Brak numerów stron w książce
- Gunther Nickel: Die Schaubühne – Die Weltbühne, Siegfried Jacobsohns Wochenschrift und ihr ästhetisches Programm. Opladen: Westdeutscher Verlag, 1996. ISBN 3-531-12810-8. (niem.). Brak numerów stron w książce
- Stefanie Oswalt (wyd.): Die Weltbühne, zur Tradition und Kontinuität demokratischer Publizistik. St. Ingbert: Röhrig, 2003. ISBN 3-86110-336-2. (niem.). Brak numerów stron w książce
- Alfred Polgar. S. J. und ›Die Weltbühne‹. „Die Weltbühne”, s. 830–832, 29 listopada 1927.
- Marcel Reich-Ranicki: Der solide Schwärmer. W: Die Anwälte der Literatur. Stuttgart: DVA, 1994, s. 203–216.
- Rolf Schulze: Der Theaterkritiker Siegfried Jacobsohn. Leipzig o.J.. Brak numerów stron w książce
- Wolfgang Steinke: Der Publizist Siegfried Jacobsohn als Theaterkritiker. Berlin: 1960. Brak numerów stron w książce
- Kurt Tucholsky. Gedenken an Siegfried Jacobsohn. „Die Weltbühne”, s. 810–812, 29 listopada 1927.